# Henry A. Wallace
Henry A. Wallace (n. 7 octombrie 1888, Orient⁠(d), Iowa, SUA – d. 18 noiembrie 1965, Danbury⁠(d), Connecticut, SUA) a fost un politician american, Vicepreședinte al Statelor Unite ale Americii între 1941 și 1945.